# Saint-Étienne-du-Mont-templom
A Saint-Étienne-du-Mont párizsi katolikus templom a város 5. kerületében, közel a Panthéonhoz. A 13. században kezdték építeni, de mai formáját a 17. században nyerte el. Blaise Pascal és Jean Racine nyughelye.

## Története
Az első keresztény templomot, amelyet Péter és Pál apostolnak szenteltek, I. Klodvig frank király uralkodása alatt építették a területen. Itt helyezték végső nyugalomra az uralkodót és feleségét, Klotildot, valamint a város védőszentjét, Szent Genovévát. A következő évszázadokban fontos királyi apátsággá vált a templom. A 13. században a létesítmény már nem tudta kielégíteni a növekvő populáció spirituális igényét, ezért egy új, Szent István vértanú oltalmába ajánlott szentélyt emeltek, amely határos volt a Szent Genovéva-apátsággal. Ez lett a Saint-Étienne-du-Mont, amelyet 1492 és 1626 között többször átépítettek.
1744-ben XV. Lajos király úgy döntött, hogy a leromlott állagú apátsági templom helyett új épületet emel, ebből alakult ki az idők során a mai Panthéon. A francia forradalom alatt az apátsági templom megsemmisült, Szent Genovéva ereklyéit elégették, tartóját beolvasztották. Az apátság más épületeiből alapították meg a mai IV. Henrik iskolát. 1804-ben, hogy helyet csináljanak a Rue Clovisnak, elbontották a Szent Genovéva-templom maradványait is, csak harangtornya maradt fenn, amely ma az oktatási intézmény területén áll.
A Saint-Étienne-du-Mont stílusában egyedülálló Párizsban. Homlokzata, a hosszú építés és a többszöri átalakítás miatt egyfajta átmenetet mutat a késői gótika és az antik építészet által inspirált reneszánsz között.
A templom 69 méter hosszú és 25,5 méter széles, a kereszthajó nem nyúlik ki oldalt az épületből, központi folyosója kifejezetten magas. A templom enyhén balra lejt, feltehetően a domborzat miatt, de ez alig vehető észre. A homlokzat 1610 és 1622 között nyerte el mai formáját: a háromemeletes szerkezet a középkori építészet hagyománya, a díszítés a reneszánszé. Az építészeti stílus változása jól nyomon követhető: a kórus feletti, az eredeti gótikus terveknek megfelelő hegyes ívek a főhajónál, igazodva a reneszánsz elvárásaihoz, lekerekednek. A 19. században Victor Baltard renoválta a homlokzatot, aki helyreállíttatta a forradalom idején megrongált szobrokat. Az apszishoz 1605 és 1609 között kerengőt kapcsoltak, amely egy kicsi temetőt zár magába.

### Belső tér
A templomon belül elegáns galéria fut körbe, és megmaradt a karzatrács is, amely Párizsban az egyedüli ilyen jellegű építmény. A középkorban a karzatrácsnak két célja volt: fizikailag elkülönítette a szerzeteseket a főhajóban imádkozó világiaktól és szószékként szolgált. A 18. században ezeket a főhajóban keresztben futó építményeket általában lebontották. A Saint-Étienne-du-Mont faragott mészkő karzatrácsán szintén megfigyelhető a gótika és a reneszánsz stílusjegyeinek találkozása. A karzatrácsra és a galériára oszlop körül csavarodó csigalépcsők vezetnek. Az építményt készítő iparosok neve jórészt fennmaradt, de azt nem tudni, ki tervezte. A kórus feletti feszületet Ulrich von Grienewald faragta, és az 1830-ban lebontott közeli kápolnából helyezték át.
A templom orgonáját, amely 7000 sípból áll, 1631-ben állította össze Jehan Buron mester; ez a legöregebb ilyen hangszer a francia fővárosban. A templom orgonistái közül jól ismert Franciaországban Maurice Duruflé, aki 1930 és 1986 között játszott rajta. A barokk szószéket 1651-ben helyezték el, faragott táblái Szent István történetét mesélik el.
Habár a Saint-Étienne-du-Mont mellett álló Szent Genovéva apátsági templomban található ereklyéket elégettették a városi hivatalnokok a forradalom alatt, más templomok tulajdonában is voltak ilyen tárgyak a 9. század óta. A 19. században ezekből vittek át a templomba, majd helyeztek el a szentélyben. A templom kápolnája 1853-ban, neogótikus stílusban épült. A festett üvegablakokat 1869-ben helyezték el. A templomban nyugszik Blaise Pascal matematikus és filozófus, valamint Jean Racine író, akinek hamvait a Port-Royal des Champs-apátságból szállították át.